# Villa Durante

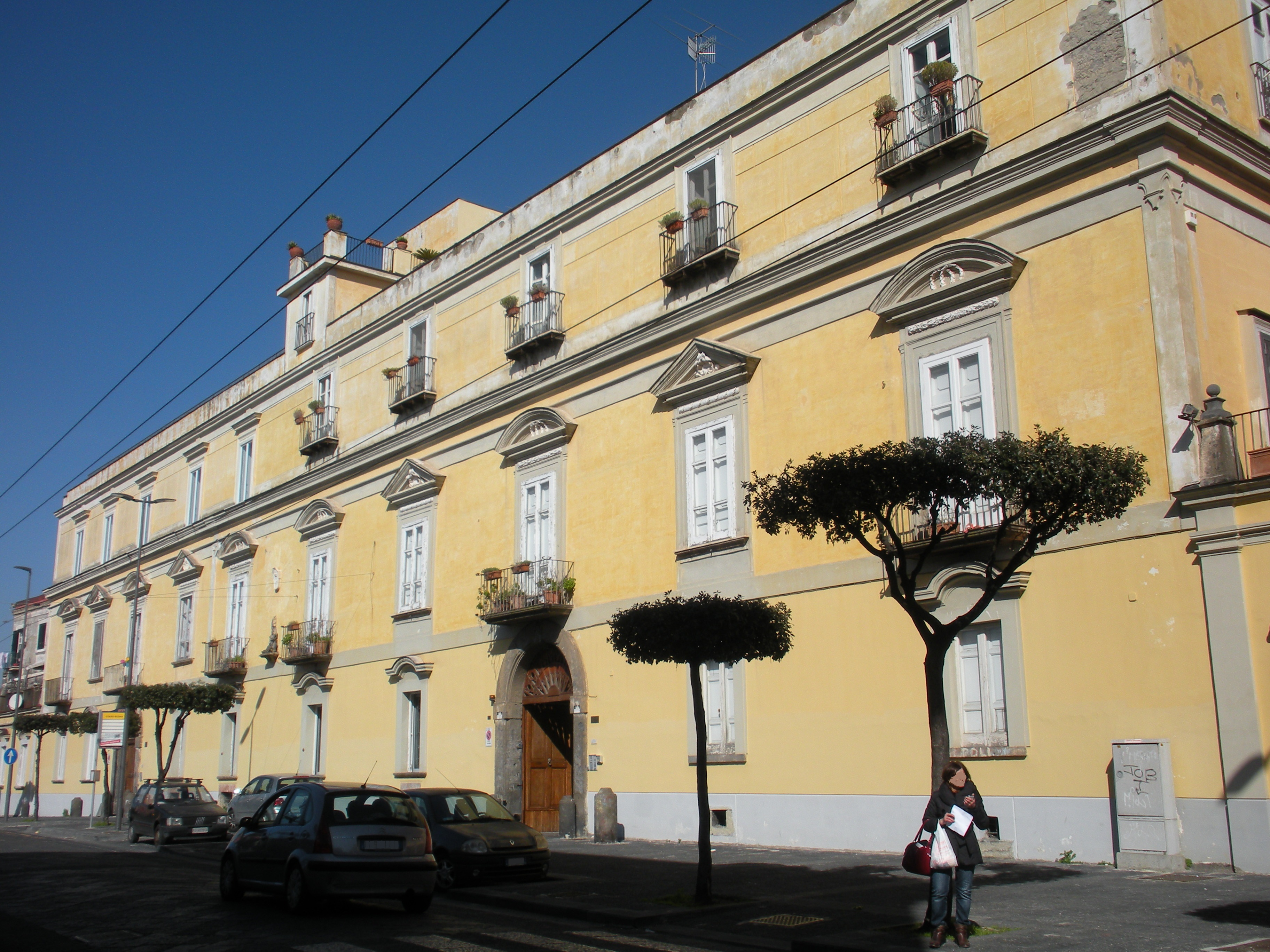
Villa Durante in Ercolano

Die Villa Durante ist ein Landhaus aus dem 18. Jahrhundert in Ercolano in der italienischen Region Kampanien. Es liegt im Gebiet der Miglio d’oro am Corso Resina, 310.

## Geschichte
Auf der Karte des Duca di Noja von 1775 wird das Anwesen als „Podere e Casino del Principe di Teora“ (dt.: Bauernhof und Casino des Prinzen von Teora) bezeichnet, während Carlo Celano es „Villa Mirella“ nennt. Wegen seiner Form und der Art seiner Dekorationen wird der Bau Ferdinando Sanfelice zugeschrieben.
Das Haus der Prinzen Mirelli di Teora kaufte im 19. Jahrhundert die Familie Durante und ließ es mit neuen Baukörpern vergrößern und ein zweites Geschoss aufbauen.
In der Villa Durante lebte jahrelang der Abt Maccarone, ein Kartäusermönch, der für die Herstellung mechanischer Geräte bekannt war.

## Beschreibung
Die Fassade zeigt sich einheitlich mit zwei Eingangsportalen aus Piperno und dem Familienwappen in der Mitte und dem Motto Durante Deo Domus Est, sowie den Resten einer kleinen Statue des Erzengels Michael darüber; eine gleichartige Statue von Domenico Vaccaro gibt es in der dem Heiligen geweihten Kirche in Neapel.
Das Gebäude hat einen dreieckigen Grundriss und belegt das gesamte Grundstück zwischen dem Corso Resina, der Via Guglielmo Marconi und der Via Alessandro Rossi: Die Asymmetrie des Grundrisses ist der Grund dafür, dass das linke Portal zu einem Vestibül und einem kleinen Nebenhof führt, während das rechte am Flügel mit größerer Tiefe Zugang zum originalen, kreisrunden Innenhof mit der Familienkapelle gewährt, die dem Heiligen Januarius geweiht ist.
Wegen des geringen Platzes auf dem Grundstück wurde der Garten vor der Villa angelegt, auf der anderen Seite der Via Regia delle Calabrie; man gelangt durch ein monumentales Portal aus Piperno hinein. 1878 überließ man den Garten einem gewissen Salvatore Barbato, der ihn an sein Anwesen anschloss, das heute Villa Tosti di Valminuta genannt wird.